# Mercedes-Benz W213
La Mercedes-Benz W213 è la quinta generazione della Mercedes-Benz Classe E, un'autovettura di fascia alta prodotta dalla casa automobilistica tedesca Mercedes-Benz dal 2016 al 2023.
La versione station wagon è denominata S 213.

## Design
La Classe E, a partire dalla metà degli anni 90, è stata sempre dotata di un design differenziato rispetto alle altre vetture Mercedes. Con il modello 2016, Mercedes ha deciso di prendere una direzione diversa. La linea richiama in modo evidente la più piccola Classe C e la più grande Classe S. Il vecchio modello aveva superfici più strette, spigolose e dai bordi più duri e squadrati, il nuovo modello invece ha una linea più morbida dove predominano le linee curve. Il debutto mondiale è avvenuto al salone dell'automobile di Detroit del 2016.

## Motori
Le scelte dei motori ha subito un aggiornamento importante, grazie al debutto e al passaggio ai 6 cilindri in linea anziché dei motori V6 presenti sulle altre vetture della Mercedes, lungo una nuova generazione di motori diesel a quattro cilindri da 2 litri con nome in codice OM654.

## Sicurezza
La Classe E ha ricevuto le più recenti tecnologie sulla guida autonoma per l'utilizzo a velocità autostradale, in grado di pilotare da sola l'auto fino a una velocità di circa 130 km/h. Il sistema utilizza una complessa rete di sensori di movimento, radar e telecamere.